# Macrodactylus duckei
Macrodactylus duckei är en skalbaggsart som beskrevs av Ohaus 1913. Macrodactylus duckei ingår i släktet Macrodactylus och familjen Melolonthidae. Inga underarter finns listade i Catalogue of Life.